# Gulf Shores
Pour les articles homonymes, voir Shores.
Gulf Shores est une ville du comté de Baldwin, dans l'État américain de l'Alabama, dont la population était de 5 044 habitants lors du recensement de 2000.
Elle fait partie de l'aire micropolitaine de Daphne–Fairhope–Foley.

## Géographie
Gulf Shores se trouve à 30°16'4.069" Nord, 87°42'5.285" Ouest.

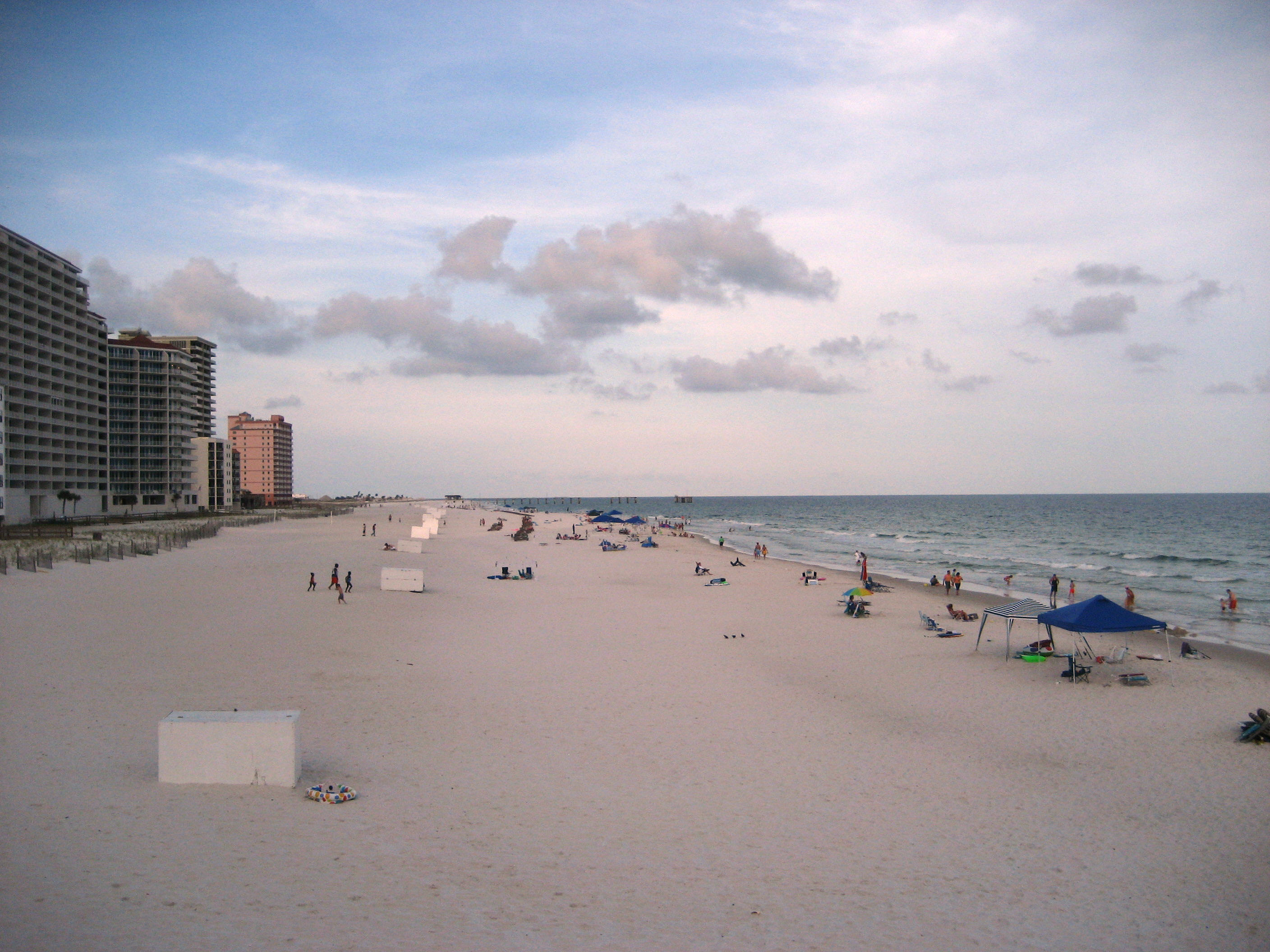
Condominiums et hôtels sur la plage

D'après le Bureau de recensement des États-Unis, la ville a une superficie de 59,6 km2, dont 47,7 km2 de terre et 11,9 km2 d'eau.

### Urbanisme

#### Transport
À trois kilomètres au nord de la ville s'étend le Jack Edwards Airport (code AITA : GUF, code OACI : KJKA) qui comporte deux pistes.

### Climat
| Mois                                  | jan.     | fév.     | mars    | avril   | mai     | juin    | jui.    | août    | sep.    | oct.    | nov.    | déc.     |
| ------------------------------------- | -------- | -------- | ------- | ------- | ------- | ------- | ------- | ------- | ------- | ------- | ------- | -------- |
| Température minimale moyenne (°C)     | 4        | 5        | 8       | 12      | 16      | 20      | 22      | 22      | 19      | 13      | 8       | 5        |
| Température moyenne (°C)              | 10       | 12       | 15      | 18      | 23      | 26      | 27      | 27      | 25      | 19      | 15      | 11       |
| Température maximale moyenne (°C)     | 16       | 18       | 22      | 25      | 29      | 32      | 33      | 32      | 31      | 27      | 22      | 17       |
| Record de froid (°C) date du record   | −16 1985 | −12 1951 | −8 1943 | −3 1940 | 5 1971  | 9 1984  | 13 1967 | 14 1992 | 3 1967  | −1 1952 | −7 1940 | −13 1962 |
| Record de chaleur (°C) date du record | 28 1957  | 29 1944  | 32 1939 | 34 1987 | 37 1953 | 39 1954 | 39 2000 | 40 1947 | 39 1954 | 36 1937 | 32 1935 | 28 1951  |
| Précipitations (mm)                   | 156      | 129      | 176,3   | 114     | 126,2   | 138,2   | 212,6   | 170,4   | 163,3   | 93      | 140,7   | 105,4    |

## Population et société

### Démographie
D'après le recensement de 2000, il y avait 5 044 personnes, réparties en 2 344 ménages et 1 544 familles. La densité de population était de 143 hab./km2. Le tissu racial de la ville étaient de 97,54 % de Blancs, 0,22 % d'Afro-américains, 0,44 % d'Amérindiens, 0,30 % d'Asiatiques, 0,04 % d'Océaniens, 0,40 % d'autres races, et 1,07 % de deux races ou plus. 1,23 % de la population était hispanique ou latino.
Il y avait 2 344 ménages dont 20,7 % avaient des enfants de moins de 18 ans, 56,2 % étaient des couples mariés, 7,0 % étaient constitués d'une femme seule, et 34,1 % n'étaient pas des familles. 26,7 % des ménages étaient composés d'un seul individu, et 10,0 % d'une personne de plus de 65 ans ou plus. Les tailles moyennes d'un ménage et d'une famille sont respectivement de 2,15 personnes et 2,56 personnes.
La répartition de la population par tranche d'âge est comme suit : 16,40 % en dessous de 18 ans, 6,7 % de 18 à 24, 24,8 % de 25 à 44, 29,0 % de 45 à 64, et 23,1 % au-dessus de 65 ans ou plus. L'âge moyen est de 46 ans.
Le revenu moyen d'un ménage dans la ville est de $41 826, et le revenu moyen d'une famille est de $51 862.

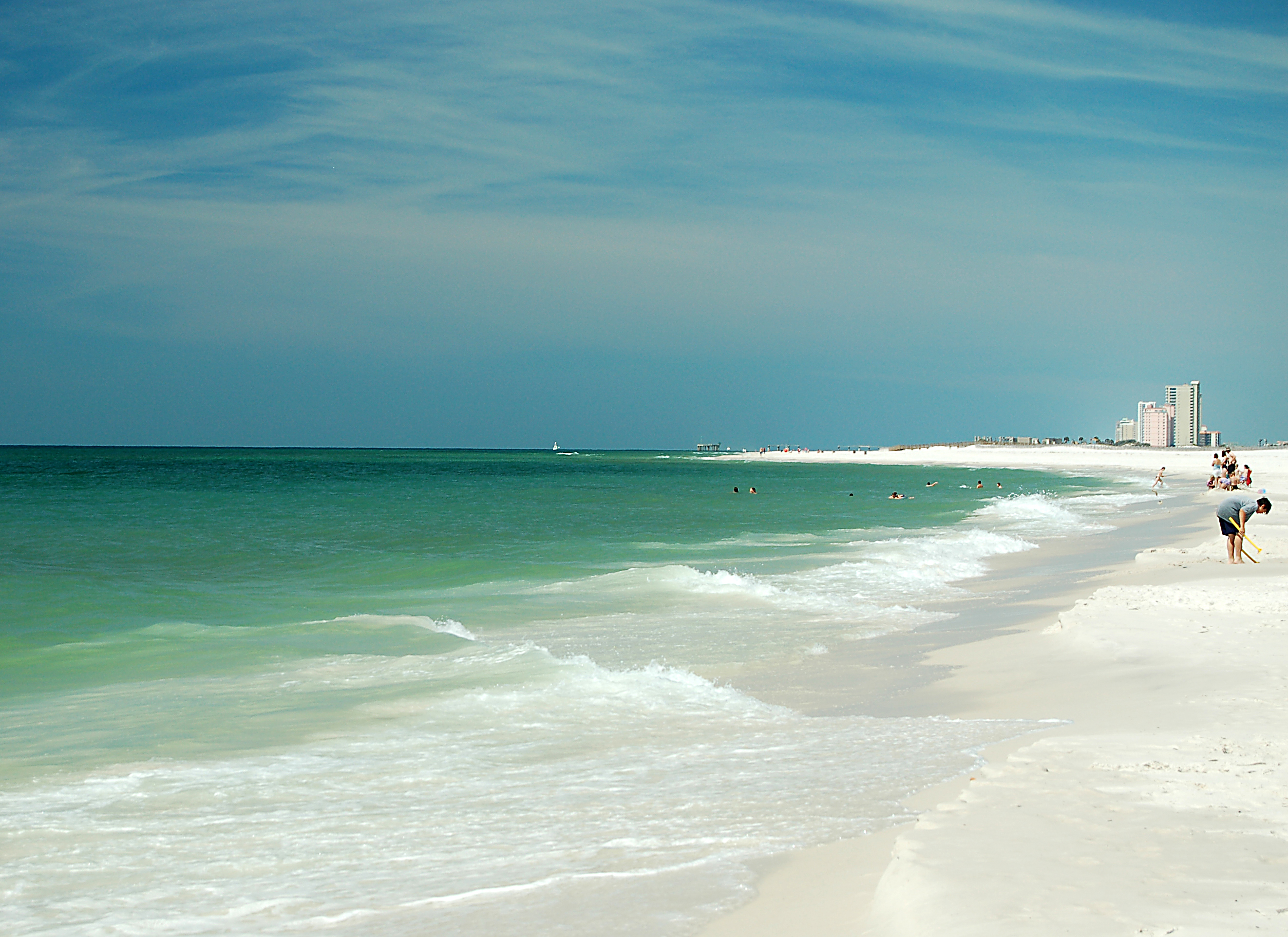
Plage à Gulf State Par

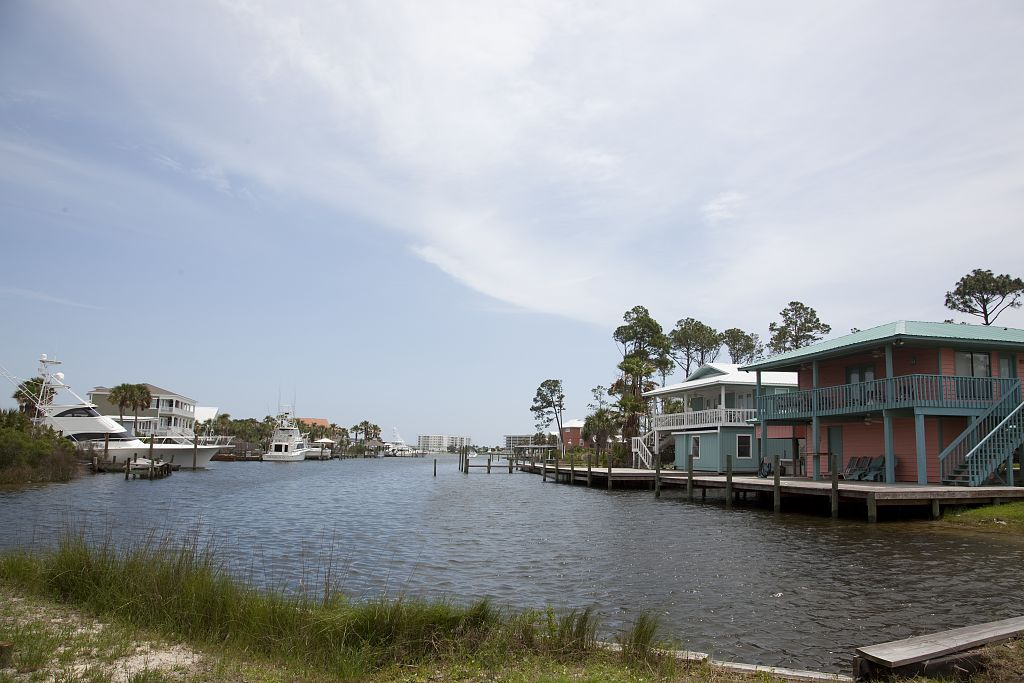
Aire résidentiel sur le canal

| 1960 | 1970 | 1980  | 1990  | 2000  | 2010  | - | - |
| ---- | ---- | ----- | ----- | ----- | ----- | - | - |
| 356  | 909  | 1 349 | 3 261 | 5 044 | 9 741 | - | - |

### Éducation
Les écoles de Gulf Shores font partie du système scolaire du Baldwin County Public Schools.
Parmi les écoles de la ville se trouve :
- le Faulkner State Community College ;
- la Gulf Shores High School (9-12[N 1]) ;
- la Gulf Shores Middle School (7-8[N 1]) ;
- la Gulf Shores Elementary School (K-6[N 1]).

## Économie
La majeure partie de l'économie de la ville est dévolue aux hôtels du bord de mer, des condominiums, des maisons de vacance. L'économie est basée sur le tourisme et l'immobilier.

## Culture et patrimoine
Étant considéré comme une des villes de la Emerald Coast, Gulf Shores est l'une des trois stations balnéaires de l'Alabama (avec Orange Beach et Dauphin Island).
Gulf Shores a, à l'instar d'Orange Beach et de Dauphin Island, a une grande plage sur les bords du Golfe du Mexique. La ville adjacente d'Orange Beach possède un accès direct au Golfe du Mexique grâce à la passe Perdido.